# (486958) Аррокот
(486958) А́ррокот, также известный как (486958) 2014 MU69 и, неофициально, Ультима Туле — контактно-двойной транснептуновый астероид из пояса Койпера, посещённый космическим аппаратом «Новые горизонты» 1 января 2019 года. C этого момента Аррокот стал самым далёким от Земли объектом, посещённым земным зондом — на расстоянии 6,5 млрд км (до Аррокота таковыми были Плутон и Харон, посещённые этим же зондом 14 июля 2015 года).

## Название
При обнаружении астероиду на сайте телескопа «Хаббл» было дано временное название 1110113Y. В команде, работающей с аппаратом «Новые горизонты», этот объект имел обозначение PT1 (от англ. potential target 1 — «потенциальная цель № 1»). Впоследствии в каталоге малых планет астероиду был присвоен порядковый номер (486958). Он получил неофициальное название Ультима Туле (лат. Ultima Thule) в честь легендарного острова, предела античной ойкумены.
8 ноября 2019 года Комитет по номенклатуре малых планет присвоил астероиду официальное название А́ррокот (лат. Arrokoth), заимствованное из языка поухатан индейцев племени поухатанов — коренного народа района Чесапикского залива. Язык поухатан вымер в конце XVIII века, и о нём мало что известно. В словаре arrokoth переводится как «небо», но, возможно, на самом деле слово имеет значение «облако». Известно, что на первый слог падало ударение (/aː/).

## Параметры
Аррокот — классический объект пояса Койпера, обращающийся по относительно близкой к плоскости эклиптики (наклонение — 2,451°) и слабоэллиптической (эксцентриситет — 0,0448) орбите на расстоянии около 44 а.е. от Солнца; орбитальный период составляет чуть больше 293 лет.
Ось вращения астероида наклонена к плоскости орбиты на 98 градусов; период вращения составляет 15,92 часа.

### Форма и поверхность
Фотоснимки, полученные с космического аппарата «Новые горизонты», показали, что Аррокот — контактный двойной объект размером примерно 32x16 км красноватого цвета. Обе части астероида почти идентичны по цвету.
Бо́льший компонент астероида получил название Уэну (англ. Wenu), меньший — Уээйо (англ. Weeyo). Первоначально они были известны как Ультима и Туле соответственно. Уэну имеет размеры 22×20×7 км и напоминает гигантский блин, в то время как форма Уээйо — более сферическая: 14×14×10 км. Кратер на Уээйо, радиусом 8 и глубиной 2 км, ранее известный как Мэрилэнд, получил название Скай (англ. Sky).
Две группы учёных под руководством Уильяма Маккиннона и Джона Спенсера пришли к выводу, что контактный двойной астероид Аррокот состоит из двух тел эллипсоидной формы размерами 20,6×19,9×9,4 км и 15,4×13,8×9,8 км. Центр масс Аррокота находится внутри более крупной части астероида.

## Открытие и исследование
Астероид был открыт с помощью космического телескопа «Хаббл». О его существовании НАСА объявило в октябре 2014 года.
Фактически это открытие стало «спасением» для расширенной части миссии аппарата «Новые горизонты». На момент запуска аппарата ещё не были известны объекты, которые аппарат мог бы посетить после пролёта Плутона; поиск таких объектов проводился уже во время полёта.
На начало 2015 года Аррокот являлся единственным обнаруженным объектом, который «Новые горизонты» гарантированно мог достичь (с учётом возможных погрешностей). Вероятность достижимости для чуть более крупного кандидата 2014 PN70 (PT3, G12000JZ; в марте 2019 года зонд пролетел примерно в 15 млн километрах от него) оценивалась в 97 %, а для 2014 OS393 (PT2, E31007AI, мимо него зонд пролетел в январе 2019 года, также на расстоянии около 15 млн километров) оценка вероятности достижения составляла лишь 7 %, и он более не рассматривался в качестве возможной цели. К тому же, посещение любого из этих двух объектов потребовало бы от зонда вдвое большего изменения скорости (и, соответственно, большего расхода горючего), чем для Аррокота. Ранее, в конце 2014 года, из списка потенциальных целей был исключён объект 2014 MT69 (PT7).
На июнь 2015 года лишь 2014 PN70 (PT3) всё ещё рассматривался в качестве второй потенциальной цели, но в августе 2015 года окончательный выбор дополнительной цели был сделан в пользу Аррокота. Для достижения Аррокота с 22 октября по 4 ноября 2015 года были сделаны 4 коррекции траектории «Новых горизонтов», изменившие его скорость в сумме на 56,9 м/с.
16 августа 2018 года Аррокот был впервые сфотографирован камерой LORRI «Новых горизонтов», с расстояния более 160 млн км. 24 сентября 2018 года сделаны 20 его снимков.
24 декабря 2018 года с расстояния 10 млн км «Новые горизонты» сделал 3 кадра Аррокота с экспозицией 0,5 с, из которых было смонтировано новое изображение. Удалось оценить, что альбедо объекта составляет около 10 %.
30 декабря 2018 года, за 37 часов до минимального сближения, с расстояния 1,9 млн км был получен снимок Ультимы Туле, подтверждающий вытянутую, а не сферическую форму объекта. На снимке от 31 декабря 2018 года виден объект в виде кегли.
Пролёт «Новых Горизонтов» вблизи Аррокота состоялся 1 января 2019 года, на расстоянии около 3500 км от объекта и в 43,4 а.е. от Солнца.
Передача данных от АМС «Новые горизонты» на Землю была приостановлена примерно на неделю и возобновилась 10 января 2019 года, когда началась 20-месячная передача на Землю оставшихся научных данных.

## Галерея
- Размер 2014 MU69 (PT1) по сравнению с восточным побережьем США и кометой Чурюмова — Герасименко.
- Орбиты астероида 2014 MU69 (белая), Плутона и газовых гигантов, и траектория аппарата «Новые горизонты»
- Наложение 5 изображений 2014 MU69 от 24 июня 2014 года
- «Качающееся» псевдостереоизображение с разрешением кадров 300 и 140 метров на пиксель
- Карта отражающей способности
- Формирование Аррокота
- Геология Аррокота

## Комментарии
1. ↑  Единственное упоминание об этом слове было собрано в 1610–1611 годах английским писателем Уильямом Стрейчи[англ.], у которого был приличный слух, но плохой почерк, и с тех пор учёные испытывали значительные трудности при чтении его заметок. Значения слов также часто неясны, поскольку у Стрейчи и племени поухатанов не было общего языка. Зиберт (1975: p. 324) использовал сравнения с другими алгонкинскими языками для интерпретации рукописей и расшифровки транскрипций как ⟨arrokoth⟩ «sky» и ⟨arrahgwotuwss⟩ «clouds». Он восстановил записи как слово /aːrahkwat/ «cloud», и во множественном числе /aːrahkwatas/ «clouds» (для сравнения, у народа оджибве /aːnakkwat/ «cloud»), от протоалгонкинского[англ.] *aːlaxkwatwi «it is a cloud, it is cloudy».[14][15]